# Lâm Chí Linh
Lâm Chí Linh (chữ Hán: 林志玲; sinh ngày 29 tháng 11 năm 1974) là siêu mẫu Đài Loan được giới truyền thông gọi là "Người đẹp số một Đài Loan", cô là người đại diện chính thức cho hãng hàng không China Airlines của Đài Loan và hãng đồng hồ Longines của Thụy Sỹ từ năm 2006.

Danh tiếng của cô khiến các học giả và giới phê bình đưa ra khái niệm "Hiện tượng Lâm Chí Linh". Ngôn Thừa Húc thừa nhận hẹn hò với Lâm Chí Linh vào ngày 10 tháng 11 năm 2017. Điều này không được xác nhận cũng như phủ nhận bởi Lâm Chí Linh. Tuy nhiên, khoảng một năm sau, Ngôn Thừa Húc từ chối bình luận và Lâm Chí Linh từ chối thừa nhận hẹn hò với Ngôn Thừa Húc.
Năm 2019, cô kết hôn với nam vũ công và diễn viên người Nhật Bản Ryohei Kurosawa (Akira).

## Tiểu sử
Lâm Chí Linh sinh ra trong 1 gia đình trung lưu và trí thức tại Đài Loan (Trung Hoa Dân Quốc). Cha mẹ của Lâm Chí Linh là ông Lâm Phồn Nam (tiếng Trung: 林繁男) và bà Ngô Từ Mỹ (tiếng Trung: 吳慈美) đều là người Đài Nam. Sau khi kết hôn, vợ chồng ông bà chuyển tới Thủ đô Đài Bắc rồi sinh ra 2 anh em Lâm Chí Hồng (tiếng Trung: 林志鴻) và Lâm Chí Linh.
Thời đi học cô khá nhút nhát và ngại ngùng về chiều cao nổi trội lúc đó của mình nên luôn được xếp ngồi bàn cuối lớp. Lâm Chí Linh theo học tại trường cấp 2 Trung Chính, Đài Bắc tới năm 15 tuổi thì được nhà tuyển dụng người mẫu Lâm Kiện Hoàn phát hiện (tiếng Trung: 林健寰). Sau đó, Lâm Chí Linh sang du học tại trường Bishop Strachan School ở Toronto, Canada và Đại học Toronto vào năm 1997 với hai bằng cử nhân ngành Lịch sử Nghệ thuật Phương tây và Kinh tế.
Sau khi tốt nghiệp đại học, Lâm Chí Linh trở về Đài Loan. Cô dự định sẽ theo đuổi 1 công việc liên quan đên mỹ thuật và nộp đơn xin việc vào Bảo tàng Mỹ thuật Đài Bắc nhưng bị từ chối vì nơi này chỉ nhận những nghiên cứu sinh.
Cô tiếp tục làm công việc người mẫu bán thời gian sau đó làm trợ lý hành chính cho Tổ chức Văn hóa và Giáo dục Fubon một thời gian ngắn. Năm 2000, cô rời Fubon và sang Nhật Bản học 3 tháng rồi quay về Đài Loan và bắt đầu làm người mẫu cho Catwalk Production House.

## Lĩnh vực truyền hình

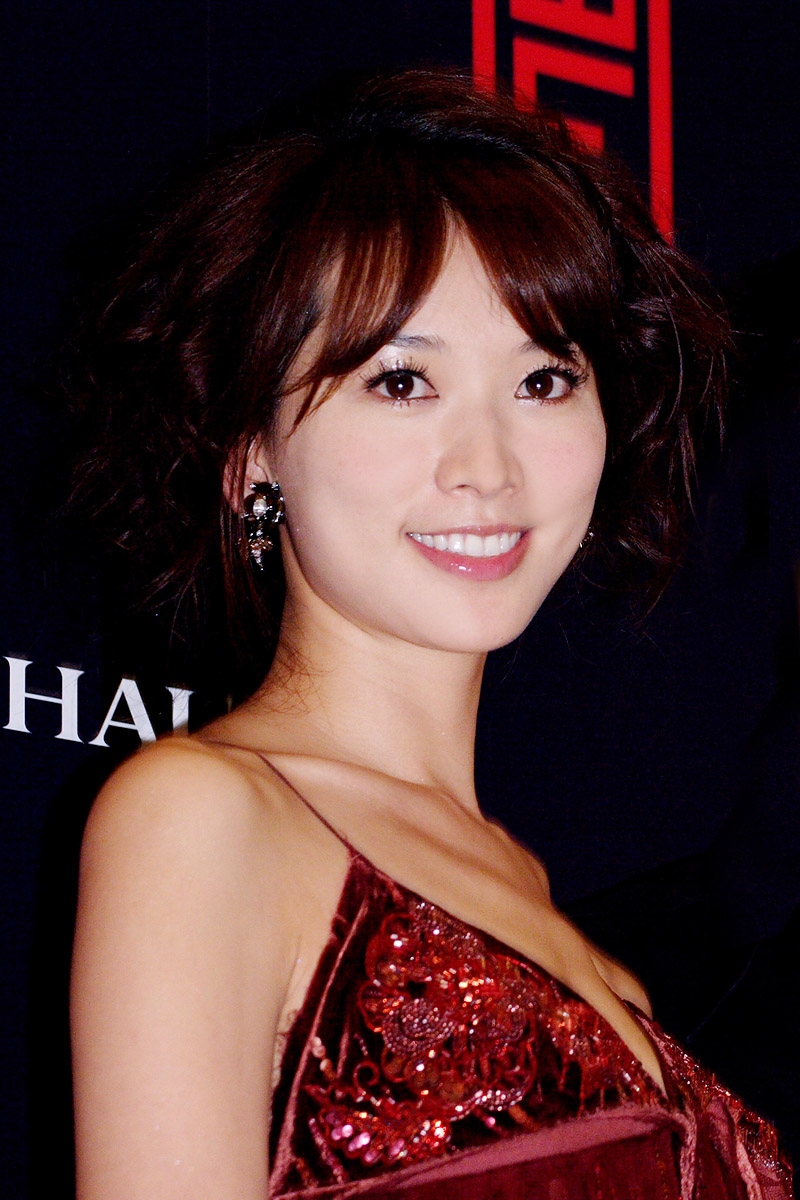
Lâm Chí Linh tại sự kiện của tạp chí EastWWest năm 2005

Cô từng xuất hiện rất nhiều lần trên truyền hình với vai trò người mẫu, người dẫn chương trình của TVBS-G LA Mode News, TVBS-G Fashion Track, lễ trao giải Golden Melody Awards và Top Chinese Music Chart Awards năm 2005.
Cô cũng tham gia vai chính trong phim truyền hình Tsuki no Koibito năm 2010 của đài Fuji TV cùng với nam diễn viên nổi tiếng Kimura Takuya.

## Lĩnh vực điện ảnh

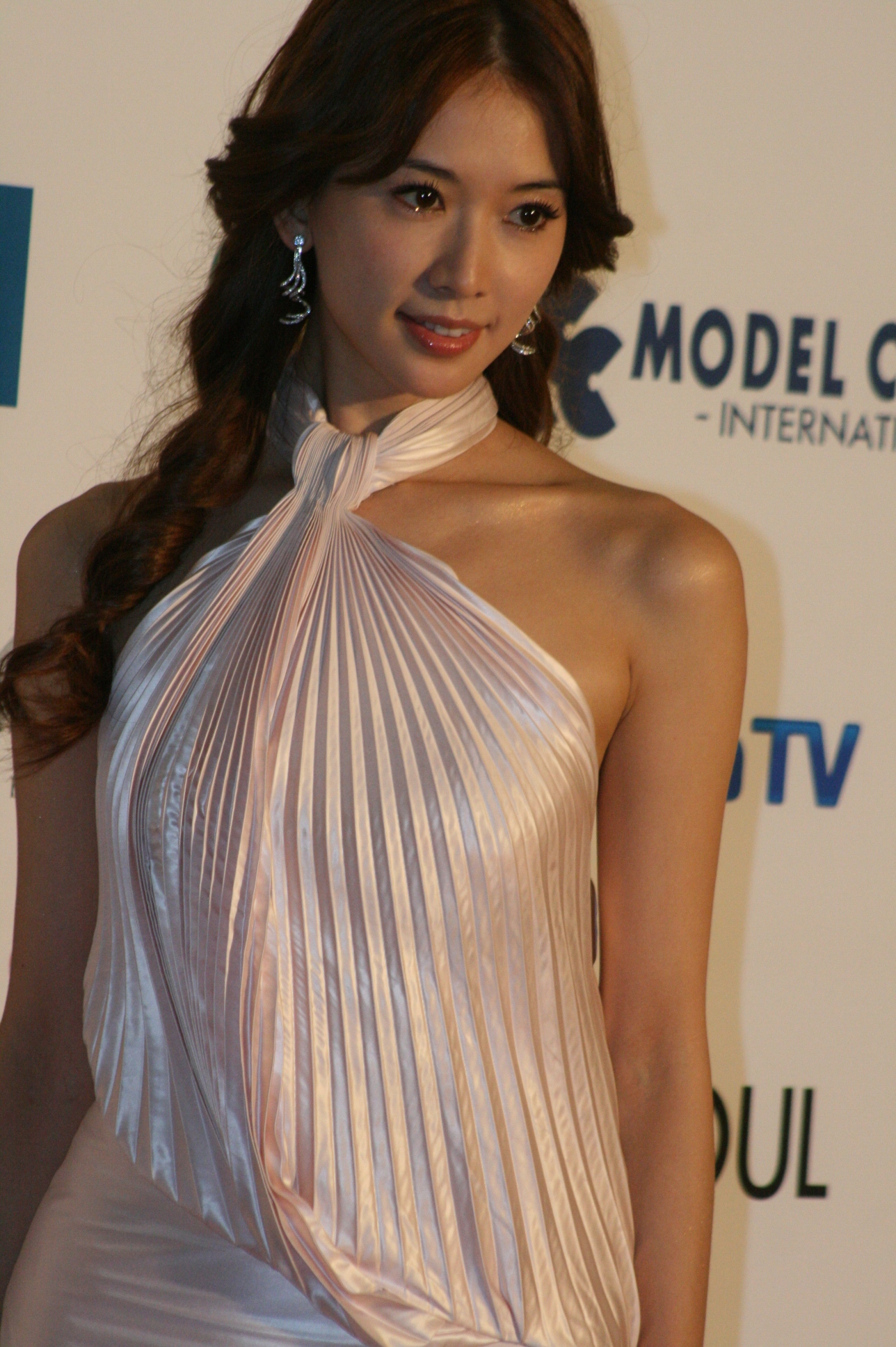
Lâm Chí Linh tại Liên hoan người mẫu Châu Á năm 2009

Lần đầu tiên xuất hiện trên màn ảnh lớn của Lâm Chí Linh là trong phim Đại chiến Xích Bích của đạo diễn Ngô Vũ Sâm. Vai của Lâm Chí Linh là nàng Tiểu Kiều, đây cũng là lần đầu tiên cô đóng phim. Năm 2009, cô cùng với nam ca sĩ Jay Chou tham gia phim "Thích Lăng" thuộc thể loại phiêu lưu mạo hiểm.

## Lĩnh vực ca nhạc
Tại Thế vận hội Mùa hè 2008 ở Trung Quốc có bài hát mang tên Bắc Kinh đón chào bạn (tiếng Trung Quốc: 北京歡迎你, giản thể: 北京欢迎你, Bính âm: Beijing huanying ni, Hán Việt: Bắc Kinh hoan nghênh nhĩ, tiếng Anh: Beijing Welcomes You) được phát hành. Đây là bài hát nhân dịp đếm ngược 100 ngày đến Olympic của Thế vận hội Mùa hè 2008 tổ chức tại Bắc Kinh. Bài hát được trình bày bởi 100 ca sĩ nổi tiếng đến từ các nước Trung Quốc, Đài Loan, Hồng Kông, Hàn Quốc, Nhật Bản, Mông Cổ và Singapore. Lâm Chí Linh là một trong số 100 ca sĩ trình bày bài hát đó. Video của bài hát chiếu những nơi nổi tiếng ở khắp khu vực Bắc Kinh.

## Thu nhập
Truyền thông Đài Loan từng công bố Lâm Chí Linh đứng đầu danh sách những người mẫu giàu nhất Đài Loan năm 2007, với thu nhập ước tính 60,000,000 Đài tệ (≈ AU$2,100,000 ≈ CA$1,900,000 ≈ UK£906,000 ≈ US$1,900,000), cũng đó nam ca sĩ Châu Kiệt Luân là nam ca sĩ kiếm được nhiều tiền nhất (khoảng 100,000,000 Đài tệ) và ngôi sao Thái Y Lâm (gần 100,000,000 Đài tệ).
Báo chí Hồng Kông công bố Lâm Chí Linh là người mẫu được trả thù lao cao nhất tại Đại lục năm 2009, trong đó siêu mẫu người Trung Quốc là Đỗ Quyên (thứ 2), siêu mẫu Lạc Cơ Nhi (thứ 3), siêu mẫu Hùng Đại Lâm đứng thứ 4.
Cô còn tiếp tục đứng vị trí số một trong danh sách những người mẫu thu nhập cao nhất Đài Loan từ năm 2004 với thu nhập xấp xỉ 160,000,000 Đài tệ (≈ AU$5,400,000 ≈ CA$5,400,000 ≈ UK£3,370,000 ≈ US$5,320,000) năm 2010. Trong đó có các nguồn thu từ đóng quảng cáo (120,000,000 triệu Đài tệ) và xuất hiện trên các chương trình truyền hình của Nhật Bản (40,000,000 Đài tệ) và 200,000,000 Đài tệ (≈ AU$6,600,000 ≈ CA$6,800,000 ≈ UK£4,240,000 ≈ US$6,600,000) vào năm 2011.
Cùng năm đó, cô còn thành lập quỹ từ thiện 財団法人台北市志玲姐姐慈善基金会 để ủng hộ bảo vệ và chăm sóc trẻ em.

## Danh sách phim

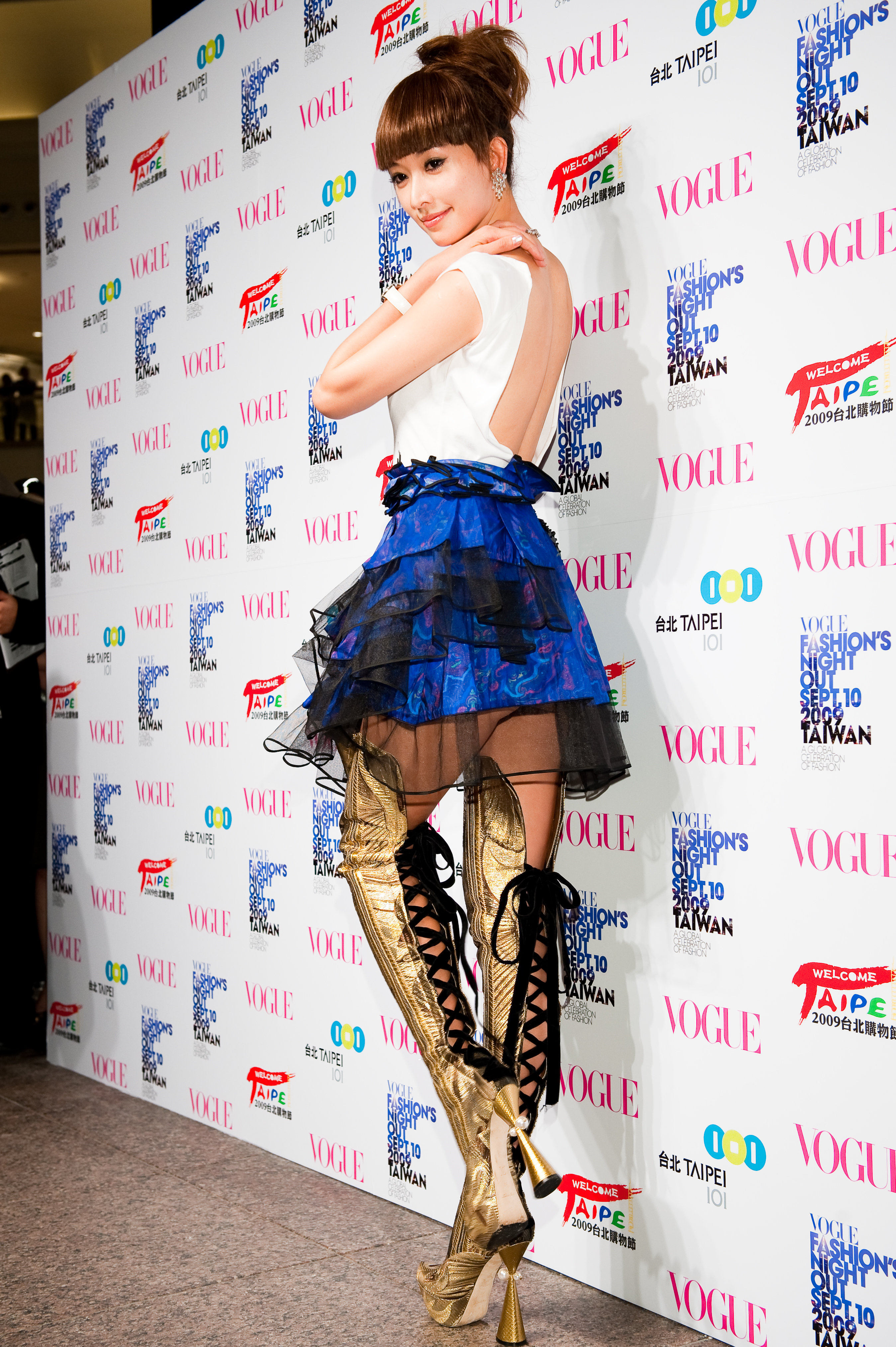
Sự kiên thời trang của Vogue tại Đài Bắc ngày 10 tháng 9 năm 2009

| Năm  | Tựa đề                                            | Vai                     | Ghi chú                   |
| ---- | ------------------------------------------------- | ----------------------- | ------------------------- |
| 2008 | Đại chiến Xích Bích 赤壁                          | Tiểu Kiều               |                           |
| 2009 | Đại chiến Xích Bích 2 赤壁                        | Tiểu Kiều               |                           |
| 2009 | Thích Lăng 刺陵                                   | Lam Đình                |                           |
| 2009 | The Magic Aster 馬蘭花                            | Da Lan                  | Lồng tiếng                |
| 2010 | Welcome to Shama Town 決戰刹馬鎮                  | Mẹ của Xuân             |                           |
| 2010 | Moon Lovers 月の恋人                              | Lưu Tú Mĩ               | Phim truyền hình Nhật Bản |
| 2011 | Ngạch Độ Hạnh Phúc 幸福額度                       | Hiểu Thanh & Hiểu Hồng  |                           |
| 2013 | Lý Đại Muội 101次求婚                             | Diệp Huân               |                           |
| 2013 | Điệp vụ tuyệt mật 富春山居圖                      | Lisa                    |                           |
| 2013 | Sweetheart Chocolate                              | Lâm Nguyệt              |                           |
| 2014 | Who Is Undercover / The Trump Card 谁是卧底之王牌 | Triệu Bích Vi           |                           |
| 2015 | Beijing, New York 北京·纽约                       | Jasmine                 |                           |
| 2015 | The Monk 道士下山                                 | Túc Trân                |                           |
| 2017 | Thích anh 喜欢·你                                 | Đầu bếp tư nhân Lạc Tấn |                           |
| 2017 | Didi's dreams “吃吃”的爱                          | Thượng quan Linh Linh   |                           |
| 2018 | Tây du ký 3: Nữ Nhi Quốc 西游记女儿国             | Hà Bá                   |                           |
| 2018 | The face of My genre 祖宗十九代                   | Liya                    |                           |
| 2019 | Mayday life 五月天人生无限公司3D                  | Thầy thuốc thú y        |                           |

## Đạo diễn
| Năm  | Tên            | Loại                               |
| ---- | -------------- | ---------------------------------- |
| 2008 | Love Asia      | MV Âm nhạc                         |
| 2008 | 目光           | MV Âm nhạc                         |
| 2011 | 还来得及说爱你 | Phim ngắn (Micro-film) của cá nhân |

## Quảng cáo

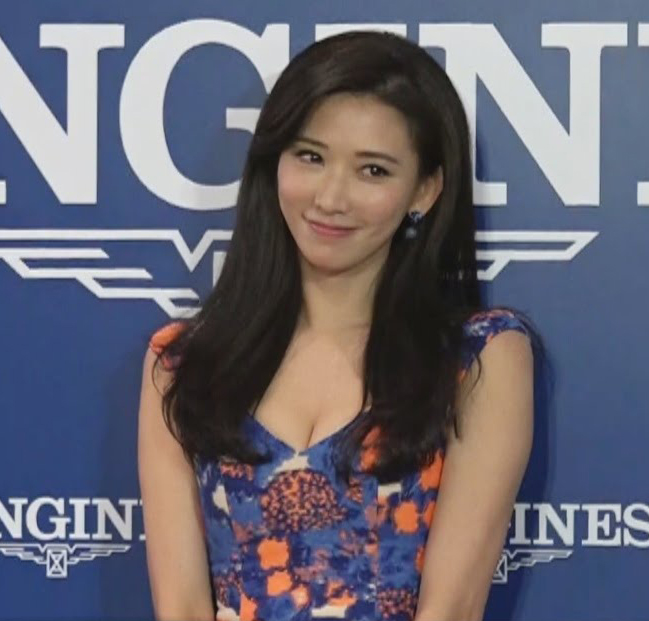
Longines, 2014

Lâm Chí Linh là gương mặt đại diện cho nhiều thương hiệu và tổ chức trong đó gồm
- Sữa tắm Olay 2003, 2004, 2005, 2006, 2007 & 2008 (Trung Quốc, Hong Kong, Đài Loan)
- Uni-President Chicken Extact 2004 (Đài Loan)
- Chrysler Automobile (Đài Loan)
- Pantech G600 Cellular Phone 2004 (Đài Loan)
- KIA Automobile "Euro Carens" 2004 (Đài Loan)
- Xiduoduo Vegetable Fiber Congee 2004 & 2005 (Đại lục)
- Lucky Grass Jewelry 2004 & 2005 (Đài Loan)
- Lee Cooper Jeans 2004, 2005 & 2006 (Đài Loan)
- Olay Skincare 2004, 2005, 2006, 2007 & 2008 (Đại lục, Hong Kong, Đài Loan)
- Visit Japan Campaign 2004, 2005 &2006 (Japan, Đài Loan)
- Asenka Frozen Yogurt 2004, 2005 & 2006 (Đài Loan)
- Joan Fashion Catalogue 2005 (Đài Loan)
- Dầu gội Pantene 2005, 2006 & 2007 (Đại lục, Hong Kong, Đài Loan, Nhật Bản)
- ARTDECO Cosmetics 2006 (Đài Loan)
- Longines (Asia) 2006, 2007 & 2008 (Châu Á)
- China Airline 2006, 2007 & 2008 (Toàn cầu)
- Giày AEE 2006 & 2007 (Đại lục)
- Artdeco Makeup 2007 & 2008 (Đại lục, Đài Loan)
- Sunvim Linen 2007 & 2008 (Đại lục)
- OSIM 2007 & 2008 (Đại lục, Hong Kong, Đài Loan, Nhật Bản)
- Autonavi 2013 (Toàn cầu)

## Gây quỹ
- Procter & Gamble Breast Cancer Prevention Association "6 Minutes for Life" 2004, 2005, 2006, 2007 & 2008 (Đài Loan)
- World Vision AIDS Orphan Project 2006

## Giải thưởng
- 2006-12-20 Quả Chuông Vàng (Đài Loan) - Người dẫn chương trình xuất sắc nhất (Đề cử)
- 2006 "International Artist Credibility Award", 2nd International Television Commercial Arts Festival
- 2006 CỤC PHÁT TRIỂN MẬU DỊCH HỒNG KÔNG - Biểu tượng phong cách Hồng Kông
- 2006 5th International Beauty Week - Top 10 người đep Trung Quốc
- 2007 Giải thưởng truyền thông lần thứ 2 tại Bắc Kinh - Biểu tượng thời trang xuất sắc nhất
- 2007 FHM 100 người đẹp nhất toàng cầu - hạng 1
- 2007 Lễ trao giải người mẫu của Bắc Kinh Quang Tuyến Truyền Môi (Beijing Enlight Media) - Người mẫu của năm
- 2008 Giải thưởng Baidu - Nữ diễn viên mới nổi tiếng nhất năm
- 2008 Giải thưởng Sina - Nữ diễn viên mới xuất sắc nhất năm
- 2008 FHM 100 người đẹp nhất toàng cầu - hạng 1
- 2009-01-15 Liên hoan Người mẫu châu Á tại Hàn Quốc - Ngôi sao châu Á xuất sắc nhất
- "Most Influential Charity Icon", Charity Star Award năm 2009
- 2009 FHM 100 người đẹp nhất toàng cầu - hạng 1
- 2009 Giải thưởng Baidu lần thứ 2 - boiling point of the most popular new blood Actress
- 13th China Movie Awards Outstanding Overseas Chinese Actress năm 2009 (Đề Cử)
- 2nd China Railway Award as Best Supporting Actress năm 2009 (Đề Cử)
- Giải thưởng Điện ảnh Hồng Kông lần thứ 8 Nữ diễn viên mới năm 2009 (Đề Cử)
- 2010 FHM 100 người đẹp nhất toàng cầu - hạng 1
- 2011 FHM 100 người đẹp nhất toàng cầu - hạng 5